# Tinodes rainus
Tinodes rainus är en nattsländeart som beskrevs av Lazar Botosaneanu 1960. Tinodes rainus ingår i släktet Tinodes och familjen tunnelnattsländor. Inga underarter finns listade i Catalogue of Life.